# 庐州大道
庐州大道，为中国安徽省合肥市的一条南北方向干道，得名自古代的庐州、庐州府，北起南二环路和徽州大道交口的徽南立交桥，南至滨湖新区（行政上属于包河区）的珠江路。已建成长度11.6公里，北段4.4公里基于通往原骆岗机场的机场路，为双向6车道；南段7.2公里为新建部分，为双向8车道；南北段之间约4.5公里部分将于未来打通。

## 轨道交通
- █ 1号线：滨湖会展中心⇄紫庐⇄塘西河公园⇄金斗公园⇄云谷路⇄万达城⇄万年埠
- █ 5号线：望湖城西